# Избори за председника Ирана 2021.
Председнички избори одржани су у Ирану 18. јуна 2021. године. То су били тринаести председнички избори у Ирану од успостављања Исламске Републике. За председника је изабран Ебрахим Раиси, конзервативни политичар и исламски факих, победивши са 61.95%.